# Lusitanos XV
Lusitanos XV es un equipo profesional de rugby ubicado en la ciudad de Lisboa, Portugal.
Actualmente participa en la Rugby Europe Super Cup, una competencia profesional de Europa.

## Historia
Fue fundado en 2013, para ser el representante de Portugal en la European Rugby Challenge Cup, durante la temporada 2013-14 de dicho torneo perdió todos sus partidos.
En 2021 el club fue reorganizado con la finalidad de participar en la nueva competencia de rugby profesional de Europa, la Super Cup.
El 7 de mayo de 2022, el club disputó la primera final de la Super Cup europea siendo derrotado por un marcador de 17 a 14 por la franquicia georgiana Black Lion en Lisboa.

## Palmarés
- Subcampeón Rugby Europe Super Cup: 2021-22, 2024.